# 戈羅季謝 (巴赫馬奇區)
51°16′21″N 32°47′48″E / 51.27250°N 32.79667°E
戈羅季謝（烏克蘭語：Городище），是烏克蘭北部的村莊，隸屬切爾尼希夫州的尼任區。該村始建於1600年，面積0.007平方公里，海拔高度137米，2024年人口600。